# دیوید ویتر
دیوید ویتر (به انگلیسی: David Vitter) (زادهٔ ۳ مه ۱۹۶۱) سناتور ایالت لوئیزیانا در سنای ایالات متحده آمریکا است که برای نخستین‌بار در ۳ ژانویه ۲۰۰۵ به‌عضویت این مجلس درآمد. وی در زمرهٔ سناتورهای گروه سوم است که به‌مدت ۶ سال در سنا حضور دارند و تا تاریخ ۳ ژانویه ۲۰۱۳ در این مجلس خواهد بود.